# 清雲寺 (伊豆市)
清雲寺（せいうんじ）は、静岡県伊豆市土肥にある日蓮宗の寺院。

## 概要
山号は一楽山。池上中道不二庵法類の柳嶋法縁に属する。 旧本寺は大本山池上本門寺、旧寺格は緋金襴寺跡・中本寺。元・池上門流伊豆触頭。戦国時代に当地の領主であった高谷城主・富永家の菩提寺として建立された。かつては岩倉実相院門跡の祈願所となり、村雲御所・瑞龍寺門跡からは「緋紋白袈裟」及び「網代乗輿」を認許されていた。また歴代住職の中には檀林の化主を務めた者や本山の貫首として栄晋する者もおり、伊豆半島に於ける池上門流の中心的寺院とみなされている。

## 歴史
戦国時代末期に土肥水軍の領袖であった高谷城主・富永直勝は、関東一円に覇を唱えた後北条氏の精鋭部隊「北条五色備」の青備を率い、また江戸衆の一人として武蔵国江戸城の本丸を預り下総国葛西城の城代も務めた重臣であるが、永禄7年（1564年）初頭に勃発した第二次国府台合戦に於いて遠山綱景と共に討死した。富永家の家督を継承した子の政家は後に父母の菩提を弔う為に一宇を建立し、父・直勝の法号「一楽院殿日富大居士」と母の法号「清雲院殿日求大姉」の院号を以って「一楽山清雲寺」と名付けた。領主の菩提寺として建立当時より偉容を誇っていたと伝わっているが、元禄16年（1703年）12月に発生した土肥村の大火により全山が類焼。18世・瑞真院日相が再興を試みるが一代では叶わず、127年後の天保3年（1830年）、29世・玄収院日明の代に至ってようやく旧観を復するに至る。しかしその後、明治時代の廃仏毀釈やそれに伴う住職の転住等により再び衰退の一途を辿ったが、大正年間に36世・妙勇院日健が再興を担い、本堂の大屋根を始めとする諸堂の修繕に尽力したと伝わっている。更に昭和以降にも歴代住職の丹精により寺観が整備され今日に至っている。

## 伽藍・境内
本堂
天保3年（1830年）に29世・玄収院日明によって建立されたもので十間四面。堂内には伊豆市指定有形文化財に指定されている「日蓮聖人一代記額絵」が掲げられている。
七面堂
本堂向かって右手奥の石段上にあり七面大明神が勧請されている。
位牌堂
本堂向かって左手奥にあり、開基檀越・富永家歴代の他、歴代住職や檀信徒の位牌が安置されている。
客殿
本堂向かって左手にある。総木造で広い土間を有しているのが特徴。
赤門
朱塗りの山門。寄棟・茅葺き・三間三戸の八脚楼門で、上層部には高欄と花頭窓が付されている。
黒門
黒塗りの総門。桟瓦葺きで一間一戸の高麗門である。

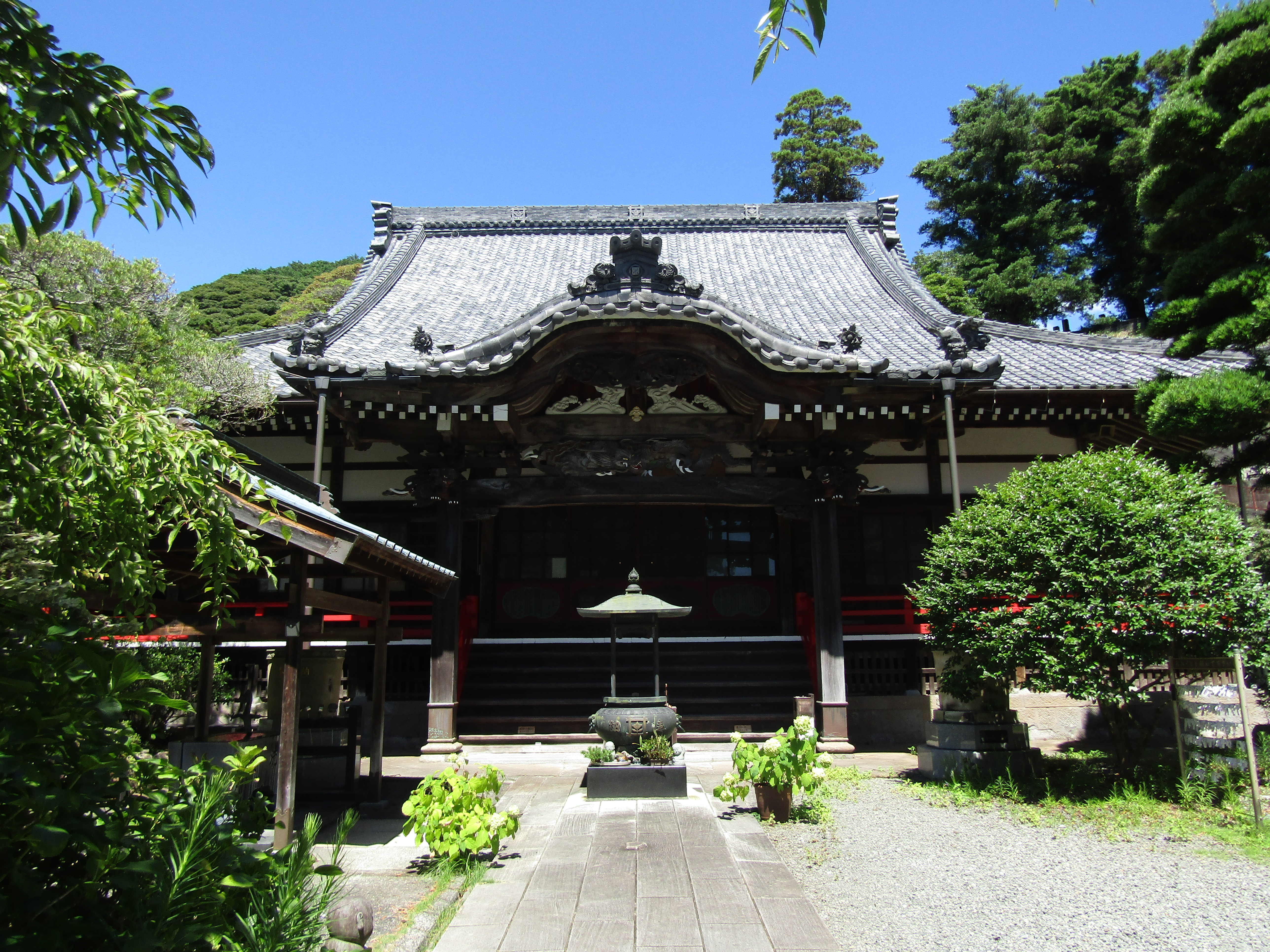
本堂
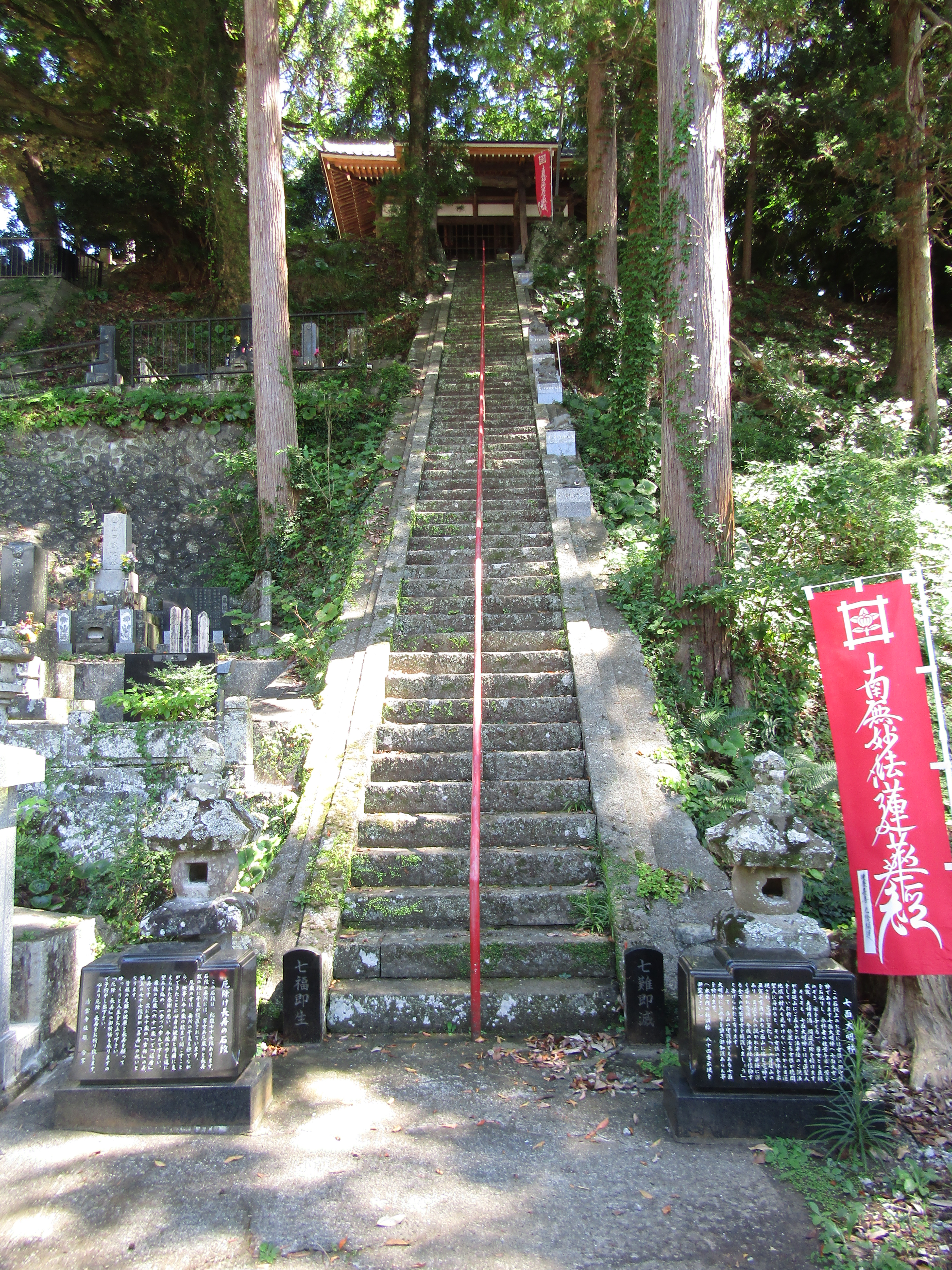
七面堂
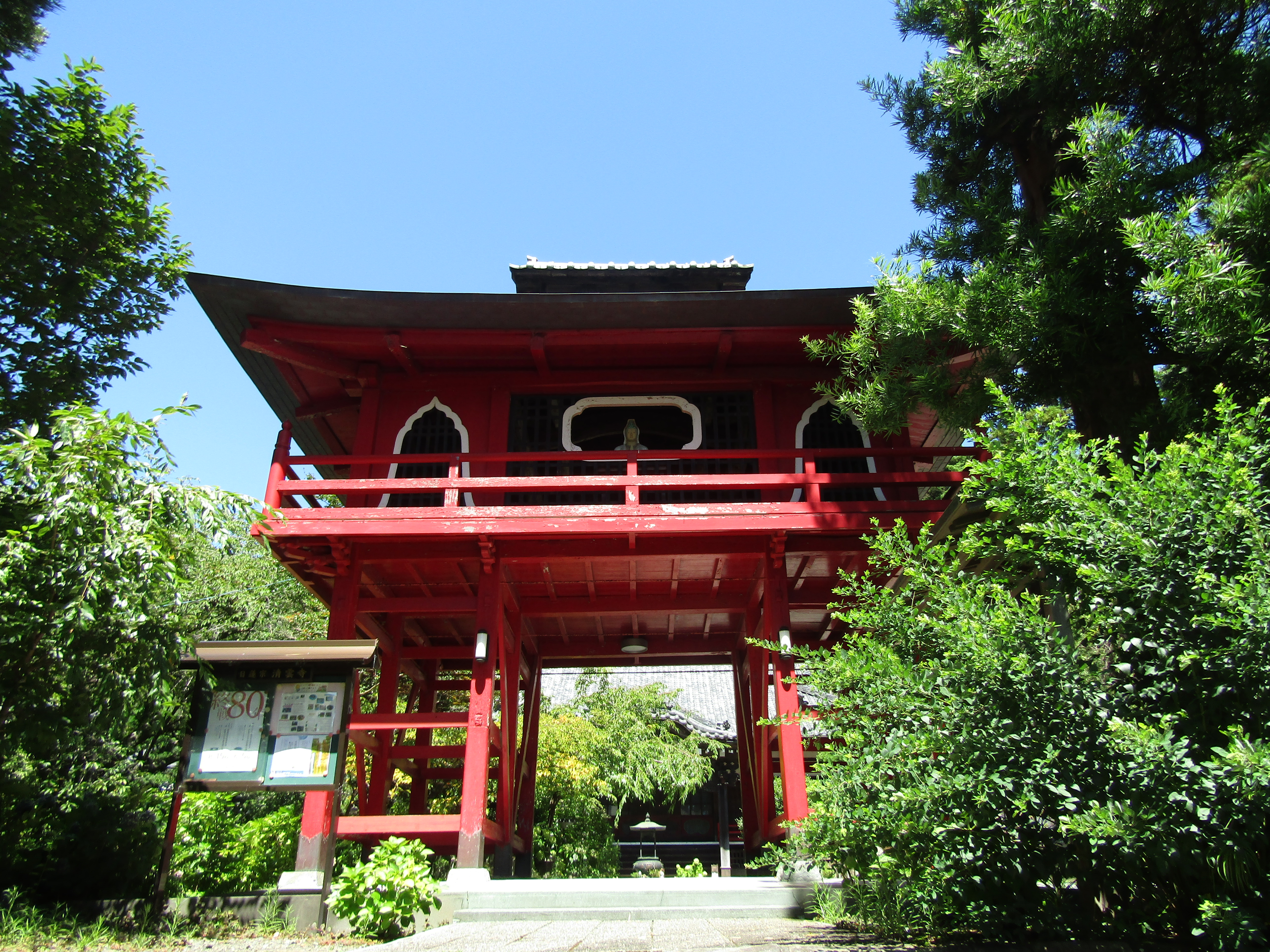
赤門
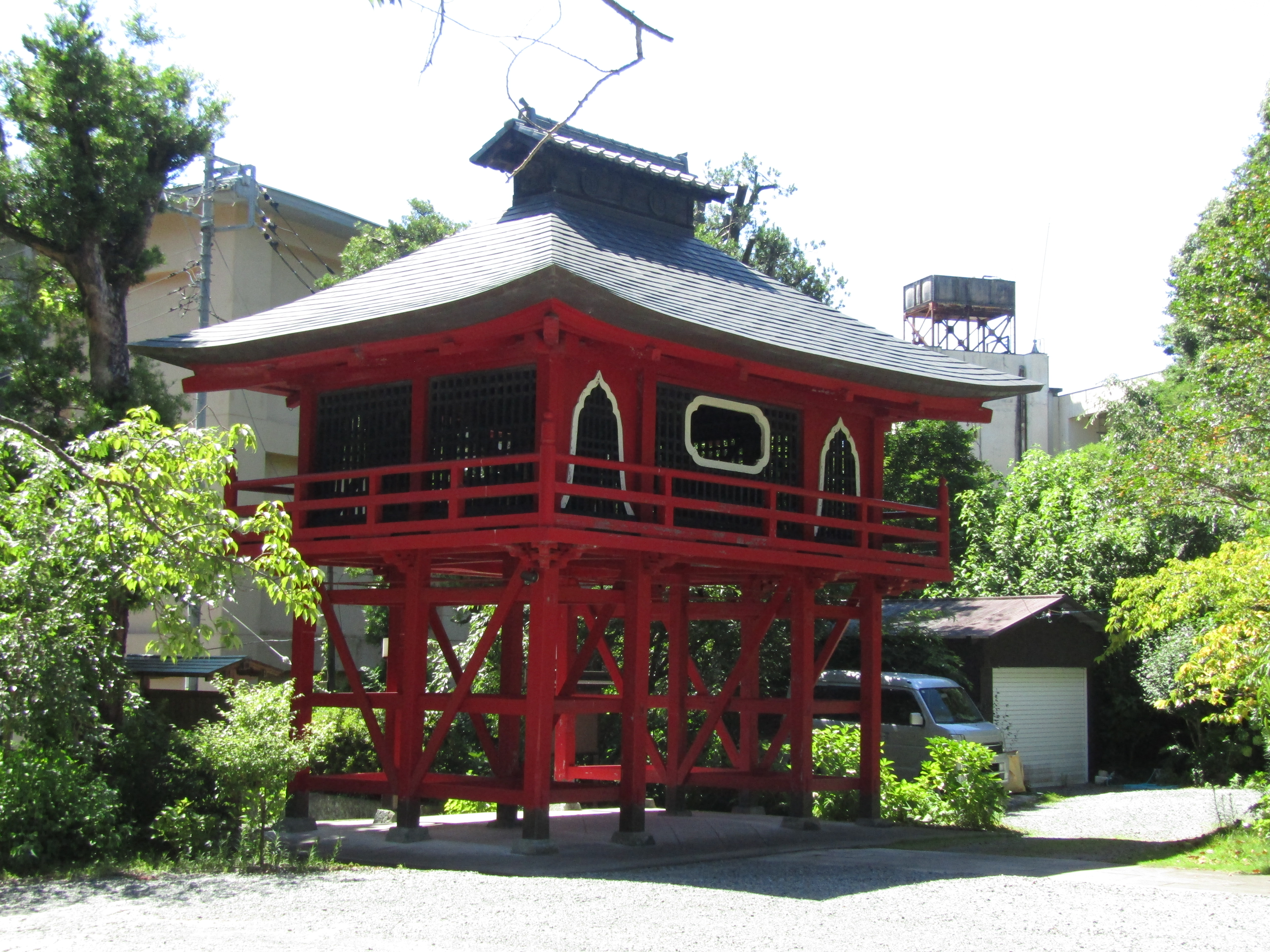
赤門
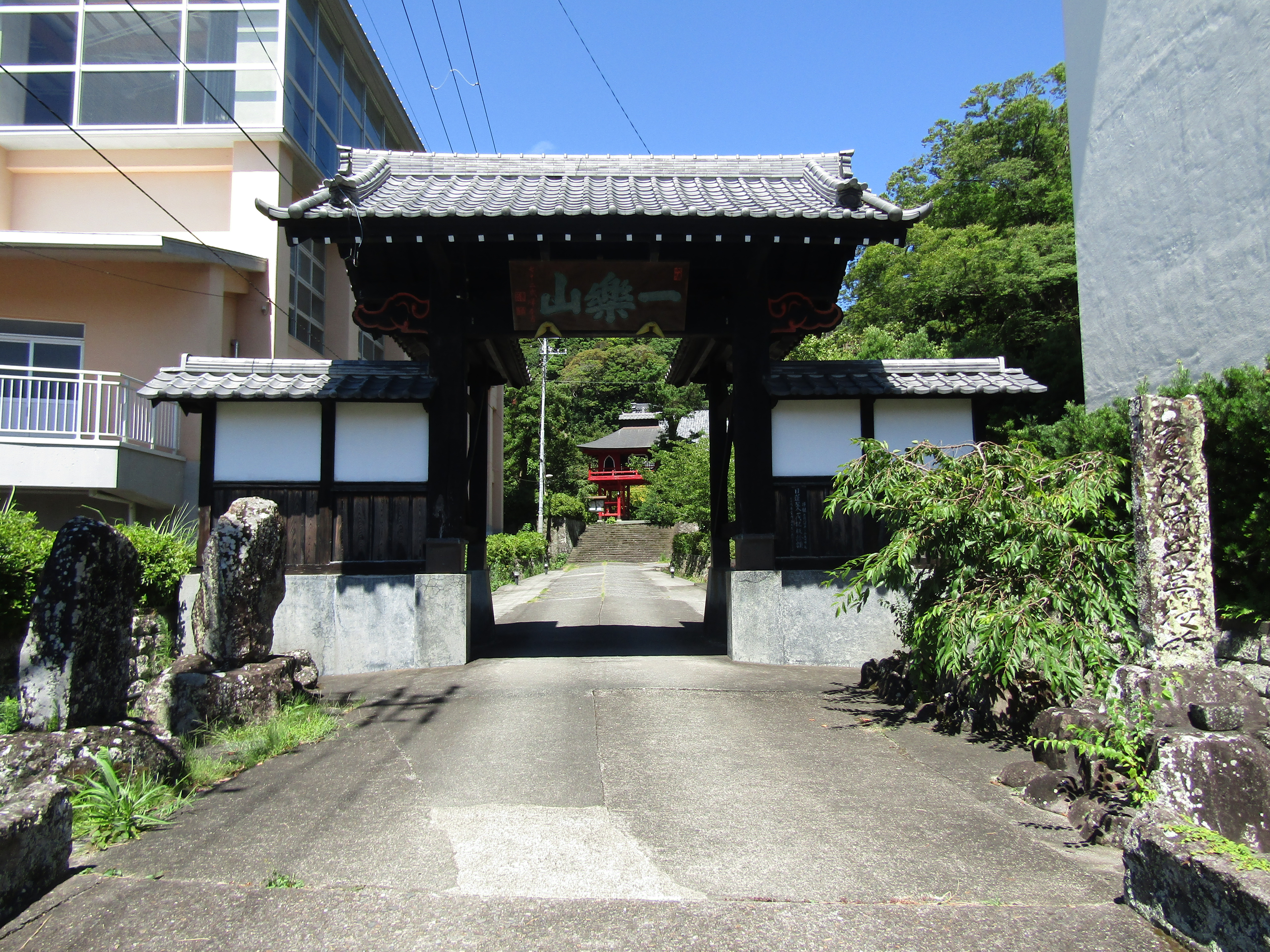
黒門

## 文化財
伊豆市指定有形文化財
- 「日蓮聖人一代記額絵」

## 旧本末
日蓮宗は1941年（昭和16年）に本末を解体したため、現在では旧本山・旧末寺と呼びならわしている。
- 長栄山本門寺（東京都大田区池上）
  - 本門寺 末：一楽山清雲寺（静岡県伊豆市土肥）
    - 清雲寺 末：一楽山大蓮院（静岡県伊豆市土肥）－ 塔頭。黒門入って右手にあり三十番神を勧請している。
    - 清雲寺 末：一楽山大乗院（静岡県伊豆市土肥）－ 塔頭。かつては大蓮院と並んで存在していたが現在は無い。
    - 清雲寺 末：妙高山栄源寺（静岡県伊豆市小土肥）
      - 栄源寺 末：妙高山吉祥坊（静岡県伊豆市小土肥）－ 塔頭。現在は無い。

    - 清雲寺 末：超八山妙蔵寺（静岡県伊豆市八木沢）
      - 妙蔵寺 末：超八山學圓坊（静岡県伊豆市八木沢）－ 塔頭。現在は無い。
      - 妙蔵寺 末：超八山圓乗坊（静岡県伊豆市八木沢）－ 塔頭。現在は無い。
      - 妙蔵寺 末：超八山本覺坊（静岡県伊豆市八木沢）－ 塔頭。現在は無い。

    - 清雲寺 末：覺應山龍泉寺（静岡県伊豆市下小田）
    - 清雲寺 末：井立山妙田寺（静岡県沼津市井田）
    - 清雲寺 末：峻嶽山法雲寺（静岡県賀茂郡西伊豆町）

## 歴代住持
| 歴代 | 法号 （俗姓・道号）     | 命日（享年［数え年］）             | 経歴 |
| ---- | ----------------------- | ---------------------------------- | --- |
| 開山 | 久成院日然              | 天正17年（1589年）5月6日（89歳）   | |
| 2世  | 神力院日星              | 天正12年（1584年）9月4日           | |
| 3世  | 行学院日眼              |                                    | |
| 4世  | 善応院日琬              |                                    | |
| 5世  | 成通院日懃              | 寛永17年（1640年）9月20日          | |
| 6世  | 光照院日瑞              |                                    | |
| 7世  | 実法院日能              | 元和6年（1620年）12月14日          | |
| 8世  | 日念                    |                                    | |
| 9世  | 顕了院日遙              |                                    | |
| 10世 | 本法院日要              |                                    | |
| 11世 | 本成院日経              |                                    | |
| 12世 | 源通院日純              |                                    | |
| 13世 | 一玄院日鳳              | 元禄5年（1692年）14日              | |
| 14世 | 清心院日深              | 貞享元年（1684年）9月22日          | |
| 15世 | 浄心院日進              | 元禄6年（1693年）9月16日           | |
| 16世 | 日槃                    |                                    | |
| 17世 | 妙心院日寛              | 宝永元年（1704年）11月18日         | |
| 18世 | 瑞真院日相              | 享保13年（1728年）9月26日          | |
| 19世 | 法音院日隆              | 元文2年（1737年）10月6日           | |
| 20世 | 境智院日禅              | 宝暦2年（1752年）5月13日           | |
| 21世 | 妙応院日感              | 宝暦4年（1754年）7月14日           | |
| 22世 | 本光院日雄              | 宝暦7年（1757年）10月15日          | 超八山妙蔵寺（静岡県伊豆市八木沢） 13世 |
| 23世 | 大解院日慈              | 宝暦11年（1761年）4月26日          | |
| 24世 | 貞正院日成              | 明和9年（1772年）9月26日           | |
| 25世 | 止静院日[言易]          | 天明5年（1785年）9月9日            | |
| 26世 | 妙正院日恵              | 文化11年（1814年）5月9日（66歳）   | 鷹峰檀林 寂光山常照寺（京都府京都市北区） 210世能化 栄久山光福寺（千葉県いすみ市大野） 32世 興栄山朗惺寺（東京都品川区小山） 32世 |
| 27世 | 輪成院日教 (平野輪朝)   | 天保15年（1844年）11月11日（91歳） | 大本山 長栄山本門寺（東京都大田区池上） 47世 本山 真間山弘法寺（千葉県市川市真間） 44世 本山 長興山妙本寺（神奈川県鎌倉市大町） 47世 飯高檀林 妙雲山飯高寺（千葉県匝瑳市飯高） 233世能化 南谷檀林 朗慶山照栄院（東京都大田区池上） 74世能化 常在山妙興寺（新潟県柏崎市米山町） 20世 岸栄山妙蔵寺（埼玉県川口市根岸） 28世 田中山妙光寺（神奈川県川崎市幸区） 18世 妙光山正教寺（神奈川県川崎市幸区） 17世 |
| 28世 | 英心院日恕              | 天保9年（1838年）2月3日            | 南谷檀林 朗慶山照栄院（東京都大田区池上） 69世能化 東山檀林 妙慧山善正寺（京都府京都市左京区） 282世能化 藤光山法華寺（山梨県甲府市武田） 19世 |
| 29世 | 玄収院日明 (玄静)       | 安政7年（1860年）2月26日           | 大本山 長栄山本門寺（東京都大田区池上） 准歴 本山 真間山弘法寺（千葉県市川市真間） 62世 本山 長興山妙本寺（神奈川県鎌倉市大町） 准歴 東山檀林 妙慧山善正寺（京都府京都市左京区） 391世能化 星王山妙見寺（宮城県白石市柳町） 開山 妙見山法性寺（東京都墨田区業平） 22世 妙高山栄源寺（静岡県伊豆市小土肥） 34世                                                                                            |
| 30世 | 玄明院日敬              | 文久元年（1861年）4月16日（63歳）  | 東山檀林 妙慧山善正寺（京都府京都市左京区） 420世能化 妙見山法性寺（東京都墨田区業平） 24世 超八山妙蔵寺（静岡県伊豆市八木沢） 25世 |
| 31世 | 玄是院日秀              | 明治25年（1892年）5月30日（80歳）  | 興栄山妙泉寺（千葉県いすみ市行川） 51世 善巌山福泉寺（千葉県いすみ市山田） 30世 妙高山栄源寺（静岡県伊豆市小土肥） 43世 |
| 32世 | 玄宏院日俊 (淵律)       | 明治15年（1882年）10月12日（51歳） | 東山檀林 妙慧山善正寺（京都府京都市左京区） 672世能化 妙見山法性寺（東京都墨田区業平） 29世 法性山三光寺（静岡県沼津市戸田） 21世 |
| 33世 | 玄利院日登 (小出淵龍)   | 明治12年（1879年）3月23日          | 東山檀林 妙慧山善正寺（京都府京都市左京区） 693世能化 興栄山善龍寺（東京都八王子市本郷町） 23世 |
| 34世 | 玄澄院日隆 (勝呂日隆)   | 明治37年（1904年）3月1日（55歳）   | 法性山三光寺（静岡県沼津市戸田） 22世 |
| 35世 | 妙道院日郁 (久保田桂秀) | 昭和18年（1943年）3月20日（79歳）  | 本山 龍水山海長寺（静岡県静岡市清水区） 62世 位光山安養寺（千葉県船橋市坪井町） 歴世 石歴山妙勝寺（東京都江戸川区上篠崎） 歴世 妙見山法性寺（東京都墨田区業平） 34世 立光山正運寺（東京都台東区谷中） 歴世 |
| 36世 | 妙勇院日健 (西田潮學)   | 大正14年（1925年）7月26日          | 高野山本勝寺（千葉県松戸市河原塚） 歴世 法言山安立寺（神奈川県川崎市多摩区） 24世 |
| 37世 | 玄修院日喜 (山本政静)   | 昭和29年（1954年）10月5日（74歳）  | 常高山妙蓮寺（東京都江戸川区中葛西） 23世 亀福山本覚寺（静岡県下田市四丁目） 39世 |
| 38世 | 玄明院日泰 (山本政俊)   | 昭和31年（1956年）11月14日         | |
| 39世 | 玄妙院日淵 (勝呂淵妙)   | 昭和47年（1972年）10月13日（69歳） | 法言山安立寺（神奈川県川崎市多摩区） 28世 |
| 40世 | 玄周院日芳 (山本政尚)   | 平成29年（1838年）4月7日（76歳）   | 超八山學圓坊（静岡県伊豆市八木沢） 16世 |
| 41世 | 玄秀院日温 (髙石玄秀)   | 令和7年（2025年）1月13日（88歳）   | 亀福山本覚寺（静岡県下田市四丁目） 41世 峻嶽山法雲寺（静岡県賀茂郡西伊豆町） 24世 稲生沢結社（静岡県下田市西本郷） 4世 権大僧正 |
| 42世 | (佐治壽英)              |                                    | 超八山妙蔵寺（静岡県伊豆市八木沢） 36世 超八山學圓坊（静岡県伊豆市八木沢） 17世 |

## 交通
- 伊豆箱根鉄道修善寺駅から車で50分
- 駿河湾フェリー土肥港から車で5分

## 近隣施設
- 土肥海水浴場　徒歩で10分
- 土肥金山　徒歩で12分
- 恋人岬　車で35分
- 道の駅伊豆月ケ瀬　車で45分

## 脚註
1. ↑  法類・法縁とは、同じ宗旨・宗派に属し密接な関係を持つ僧侶並びに寺院のこと。中道不二庵及び柳嶋については関連項目を参照。
2. ↑  言偏に易。当該字が無いので便宜上このように表記した。
3. ↑  旧姓は蒲生並びに江間。
4. ↑  大正年間に日照山長明寺（東京都台東区谷中）に合併された。